# María Victoria González Laguillo
María Victoria González Laguillo, coneguda com a Mariví González, (Ciutat de Mèxic, Mèxic 1961) és una jugadora d'hoquei sobre herba espanyola, ja retirada, guanyadora d'una medalla olímpica d'or.

## Carrera esportiva
Membre del Club de Campo de la Villa de Madrid va participar, als 30 anys, en els Jocs Olímpics d'Estiu de 1992 celebrats a Barcelona (Catalunya), on va aconseguir guanyar la medalla d'or en la competició femenina d'hoquei sobre herba. En els Jocs Olímpics d'Estiu de 1996 realitzats a Atlanta (Estats Units) aconseguí guanyar un diploma olímpic en finalitzar vuitena.